# Прагерія
Прагерія (фр. Praguerie) — заколот феодальної знаті Франції в лютому-липні 1440 проти централізаторськой політики королівської влади. Назва походить від фр. praguerie, дос. «празька справа», від Prague — Прага; назва по зіставленню з нібито аналогічним рухом празьких гуситів. Поштовхом до став ордонанс Карла VII 1439, що створював регулярну королівську армію, забороняв феодалам мати наймане військо і змушував служити у королівській армії. Також прямий земельний податок (талья) ставав постійним на потреби армії. Талья також збільшувалася у 3 рази.
Очолювали прагерію герцоги Карл I Бурбонський, Жан II Алансонський, Жан VI Бретанський.
Бунтівники, що діяли в Пуату, Оверні, Бурбонні, хотіли відчужити Карла VII від влади, номінально зробити правителем 16-річного дофіна (майбутнього Людовика XI) і правити від його імені. Прагерія була пригнічена королем за допомогою міст. Учасники повстання були помилувані.